# Peter Ankersen
Peter Ankersen, né le 22 septembre 1990 à Esbjerg au Danemark, est un footballeur international danois. Il évolue au poste de défenseur avec le club du FC Nordsjælland.

## Biographie

### En club
Le 2 septembre 2019, Peter Ankersen rejoint l'Italie afin de s'engager en faveur du Genoa CFC. Il y retrouve notamment deux autres joueurs danois que sont Lasse Schöne et Lukas Lerager.
Seulement un an après son arrivée au Genoa, Ankersen quitte le club afin de revenir au FC Copenhague le 26 septembre 2020. Il signe un contrat de quatre ans, soit jusqu'en juin 2024.
Lors de l'été 2024, Peter Ankersen rejoint librement le FC Nordsjælland. Le transfert est annoncé dès le 1er juin 2024 et il signe un contrat de deux ans, soit jusqu'en juin 2026.

### En sélection
Le 14 août 2013, Peter Ankersen honore sa première sélection avec l'équipe nationale du Danemark lors d'un match amical face à la Pologne. Il entre en jeu à la place de Lars Jacobsen et son équipe s'incline par trois buts à deux.

## Vie privée
Peter Ankersen est le frère jumeau de Jakob Ankersen, lui aussi footballeur professionnel. Les deux frères ont été formés ensemble à l'Esbjerg fB, devenant deux joueurs majeurs de l'équipe première.

## Palmarès
- Vainqueur de la Coupe du Danemark en 2013, 2016 et 2017 avec le FC Copenhague
- Championnat d'Autriche en 2015 avec Red Bull Salzbourg
- Coupe d'Autriche en 2015 avc Red Bull Salzbourg
- Championnat du Danemark en 2016 et 2017 avec le FC Copenhague